# Стори (Калифорнија)
Стори (енгл. Storrie) насељено је место без административног статуса у америчкој савезној држави Калифорнија.

## Демографија
По попису из 2010. године број становника је 4, што је 1 (-20,0%) становника мање него 2000. године.
| Група             | 2000.      | 2010.      |
| Белци             | 5 (100,0%) | 4 (100,0%) |
| Афроамериканци    | 0 (0,0%)   | 0 (0,0%)   |
| Азијати           | 0 (0,0%)   | 0 (0,0%)   |
| Хиспаноамериканци | 0 (0,0%)   | 0 (0,0%)   |
| Укупно            | 5          | 4          |